# Florian Schwendimann
Florian Schwendimann (* 1995) ist ein Schweizer Unihockeyspieler. Er steht beim Nationalliga-A-Vertreter UHC Thun unter Vertrag.

## Karriere
Schwendimann begann seine Karriere beim UHC Thun, bei welchem er während der Saison 2016/17 zum ersten Mal für die erste Mannschaft zum Einsatz kam. Nach der Saison entschied der UHC Thun, dass Schwendimann auf die kommende Spielzeit fix in die erste Mannschaft aufgenommen wird.